# Mato Castelhano
Mato Castelhano là một đô thị thuộc bang Rio Grande do Sul, Brasil. Đô thị này có diện tích 238,364 km², dân số năm 2007 là 2608 người, mật độ 10,94 người/km².